# Firmin Ayessa
Firmin Ayessa est un homme politique congolais né le 2 novembre 1951 à Ondza (Cuvette). Il est Ministre d'État de la fonction publique, du travail et de la sécurité sociale depuis mai 2021 dans le gouvernement Makosso, ainsi que député de Makoua depuis 2002.
Membre du Parti congolais du travail (PCT), il fut auparavant Vice-Premier ministre dans le gouvernement Mouamba II (2017-2021), ainsi que directeur de cabinet du président Denis Sassou-Nguesso, ayant rang de ministre d'État, de 2007 à 2017
Journaliste de profession et spécialiste de la communication, il fut notamment porte-parole du Président, ainsi que chef du département de la communication (2002-2007). 

## Biographie

### Jeunesse
Issu de l'ethnie mbochi, Firmin Ayessa est né le 2 novembre 1951 à Ondza, près de Makoua (Cuvette),. Titulaire d'une licence en lettres obtenue à l'université Bordeaux-II (France), il rentre par la suite au Congo où il devient journaliste, notamment à Radio Congo à partir de 1977. Il retourne ensuite en France de 1980 à 1983, où il travaille en tant que conseiller à l'Ambassade du Congo (Paris),.

### Carrière politique
En 1984, il est nommé directeur de cabinet du ministre de la Communication, puis devient directeur général de l'audiovisuel. Il intègre le Parti congolais du travail (PCT) en 1990, et devient membre du comité central du parti, avant d'être nommé conseiller en communication du Président de la République, Denis Sassou-Nguesso, en 1992. 
Lors de l'arrivée au pouvoir de Pascal Lissouba en août 1992, il devient rédacteur en chef du quotidien Aujourd'hui, publié à Brazzaville. 
En mars 1997, il est élu au Conseil supérieur de la liberté de la communication. À la suite de la guerre civile, il est nommé ministre chargé de l'organisation du Forum national pour la paix, la reconstruction, la démocratie et l'unité nationale (janvier 1998). De 1998 à 2002, il occupe le poste de directeur du cabinet civil de Denis Sassou-Nguesso, ce qui fait de lui un premier ministre « de facto »,.
Lors des élections présidentielles de 2002, il assure la co-direction de la campagne de Denis Sassou-Nguesso. À la suite de l'élection de ce dernier, il devient son porte-parole et est également nommé directeur adjoint de son cabinet, ainsi que chef du département de la communication. Lors des élections législatives de mai 2002, il est élu député de Makoua. 
Le 15 mai 2007, il est nommé directeur de cabinet de Denis Sassou-Nguesso, avec rang de ministre d'État. À ce poste, il jouera notamment un rôle important dans les négociations de paix avec le Pasteur Ntumi,. 
Lors des élections législatives de 2007, il est réélu député de Makoua dès le premier tour, avec 99,59 % des suffrages. Il sera par la suite à nouveau réélu dès le premier tour des élections de 2012 (72,75 %), de 2017 (100 %) et lors de celles de 2022.
Lors du remaniement du 22 août 2017, il est nommé au poste de Vice-Premier ministre, créé pour l'occasion, également chargé de la fonction publique, de la réforme de l'État, du travail et de la sécurité sociale, dans le gouvernement Mouamba II. Le 15 mai 2021, il est reconduit au sein du gouvernement Makosso, mais le domaine de la réforme de l'État est retiré de l'intitulé de son ministère, et il perd son statut de vice-premier ministre, devenant ministre d'État. 

### Vie privée
Firmin Ayessa est marié, et est le père de la journaliste Bélinda Ayessa. Cette dernière a co-fondé Les Dépêches de Brazzaville en 1998, quotidien dont elle fut directrice générale jusqu'en 2007, date où elle fut nommée directrice du Mémorial Pierre-Savorgnan-de-Brazza.